# Гуртен
Гуртен (нем. Gurten) — община (нем. Gemeinde) в Австрии, в федеральной земле Верхняя Австрия.
Входит в состав округа Рид-им-Иннкрайс. Население составляет 1160 человек (на 31 декабря 2005 года). Занимает площадь 16 км². Официальный код — 41208.

## Экономика
Основное предприятие города — Машиностроительный завод Fill (Fill Gesellschaft m.b.H., основан в 1966 г.) — производитель деревообрабатывающего, металлорежущего оборудования, алюминиевого литья, спортивных систем и полиуретана.

## Политическая ситуация
Бургомистр общины — Карл Пумбергер-Каспер (АНП) по результатам выборов 2003 года.
Совет представителей общины (нем. Gemeinderat) состоит из 19 мест.
- АНП занимает 11 мест.
- СДПА занимает 5 мест.
- АПС занимает 3 места.